# Auguste Laurent
Auguste Laurent, född 14 november 1807, död 15 april 1853, var en fransk kemist.

## Biografi
Laurent blev professor i Bordeaux 1838 och anställdes vid myntverket i Paris 1848. Laurent nedlade ett betydelsefullt arbete på ordnandet av de organiska föreningarna efter enhetliga grundsatser och klarlade därvidlag begreppet substitution. För de organiska föreningarnas klassifikation utvecklade han tillsammans med Charles Frédéric Gerhardt den så kallade typteorin. Laurent var den förste som utredde begreppen molekyl, atom och ekvivalent.